# Bwatoo jezik
Bwatoo jezik (ISO 639-3: bwa), austronezijski jezik kojim govori oko 300 ljudi (1982 SIL) u novokaledonskoj regiji Voh-Kone. Možda je dijalekt jezika haveke [hvk].
Zajedno s jezicima hmwaveke [mrk] i waamwang [wmn] čini podskupinu hmwaveke. 

## Vanjske poveznice
- Ethnologue (14th)
- Ethnologue (15th)